# Le pornocoppie
Le pornocoppie (Ehepaar sucht gleichgesinntes) è un film del 1969 diretto da Franz Josef Gottlieb.

## Trama
La giovane signora Marianne sta per divorziare e tramite la sua amica Sylvia conosce in un circolo di scambisti la coppia di Franz e Judith Hellmann, che non disprezza di partecipare ai giochi erotici.